# Rissoina achatina
Rissoina achatina is een slakkensoort uit de familie van de Rissoidae. De wetenschappelijke naam van de soort werd voor het eerst geldig gepubliceerd in 1924 door Odhner.